# Lucas Beckmann

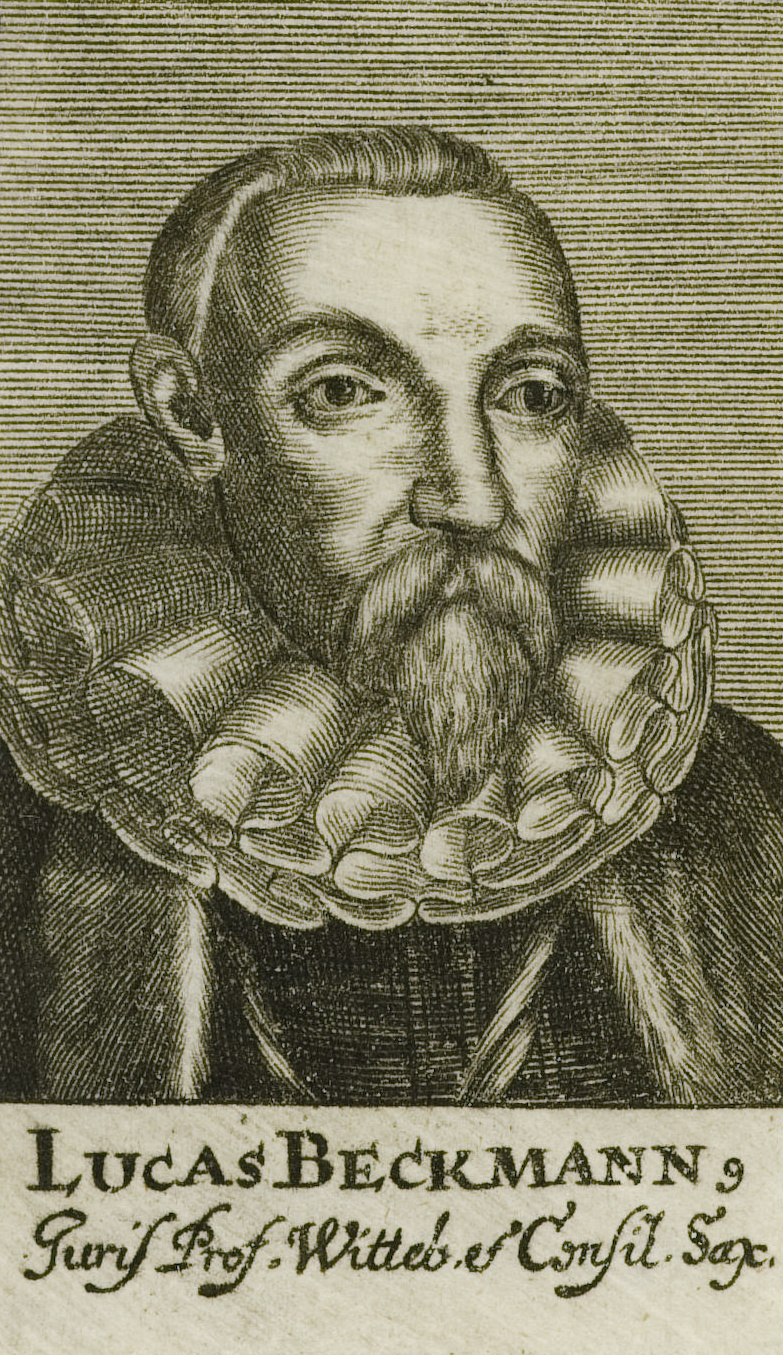
Lucas Beckmann (Kupferstich von 1688)

Lucas Beckmann (* 16. Dezember 1571 in Hamburg; † 7. Februar 1624 in Wittenberg) war ein deutscher Rechtswissenschaftler.

## Leben
Beckmann war der Sohn des Joachim Beckmann aus Antwerpen und dessen Frau Anna, die Tochter des Hamburger Handelsmannes Heinrich Thamm war. Er hatte das Gymnasium seiner Heimatstadt besucht, studierte in Rostock, Leiden, Oxford, 1594 in Wittenberg und 1596 in Leipzig. In Basel promovierte er 1597 zum Doktor der Rechte, kehrte nach Wittenberg zurück und wurde 1598 anstelle von Peter Heige als dessen Substitut angenommen. 1599 übertrug man ihm eine außerordentliche juristische Professur, von der er bis zu seinem Lebensende in die ordentliche Professur des Kodex an der Universität Wittenberg aufstieg.
Damit verbunden wurde er Assessor am Wittenberger Hofgericht, am Schöppenstuhl, am königlichen Landgericht des Markgrafentums der Niederlausitz und am Wittenberger Konsistorium. Er wurde kurfürstlich sächsischer Appellationsrat in Dresden, war fürstlich lüneburgischer, anhaltischer und anderer Potentaten geheimer Rat. Zudem beteiligte er sich auch an den organisatorischen Aufgaben der Wittenberger Akademie, war im Sommersemester 1603 Prorektor und 1609, sowie 1619 Rektor der Hochschule. Sein Leichnam wurde in der Wittenberger Stadtkirche beigesetzt, wo man ihm ein Epitaph errichtete.

## Familie
Am 19. September 1597 hatte er sich mit Elisabeth, der Tochter des Leipziger Handelsherrn Johann Grünwald und dessen Frau Anna Schönberg, vermählt. Aus dieser  Ehe sind vier Söhne und zwei Töchter hervorgegangen.
- Sohn Lucas Beckmann I. starb früh
- Sohn Johann Joachim Beckmann starb vor Mutter
- Sohn Lucas Beckmann II. überlebte Mutter studierte jur.
- Sohn Christopherus Beckmann (* 1605; † 8. Februar 1615 in Wittenberg)
- Tochter Anna Elisabeth Beckmann I starb früh
- Tochter Anna Elisabeth Beckmann II verh. Nicolaus Schaffshausen[2] jur. Prakticus in Wittenberg

## Werkauswahl
- De Laudemiis Vulgo Vom Lehn-Geld, oder von der Lehn-Wahre. Heller, Jena 1721. (Digitalisat)
- Disputatio ordinaria de monetis ex jure tam publico quam privato deducta, ad Recessus praesertim Imperij Romano-Germanici, [et] electorales aliasve constitutiones directa. Schetler, Wittenberg 1618.
- Dissertation juridica dee juramentis in genere. Gormann, Wittenberg 1620. (Digitalisat)
- De privilegiis studiosorum. Wittenberg 1701. (Digitalisat)
- Disputatio ordinaria de jurisdictione. Müller, Wittenberg 1604. (Digitalisat)
- Theses de acquirenda, retirenda ac amittenda possessione. Gorman, Wittenberg 1606. (Digitalisat)
- De Deposito, Receptis, Et Sequestratione themata. Gorman, Wittenberg. (Digitalisat)
- Positiones De Iure Detractionis Subsequentes. Boreck, Wittenberg 1621. (Digitalisat)